# Lemo (Indonesien)
Lemo ist ein Toraja-Dorf im Distrikt (Kecamatan) Makale Utara im Bezirk (Kabupaten) Toraja Utara, Provinz Sulawesi Selatan, Indonesien, ca. elf Kilometer südlich von Rantepao und sieben Kilometer nördlich von Makale. Der Name Lemo bedeutet Zitrone wegen der Form der Hügel nahe dem Dorf.
Das Dorf mit vier Reisspeichern und einem Tongkonan ist wegen der nahen Felsgräber mit Galerien von Tau-Tau-Ahnenfiguren eine der Haupttouristenattraktionen in Toraja. Anders als im nahen Londa gibt es hier keine Gräber am Fuße des Felsen für die einfachen Leute. Lemo ist eine der zehn vom indonesischen Kulturministerium auf die „Tentative List“ für Nominierungen der UNESCO gesetzten traditionellen Toraja-Siedlungen.